# Désirée Clary

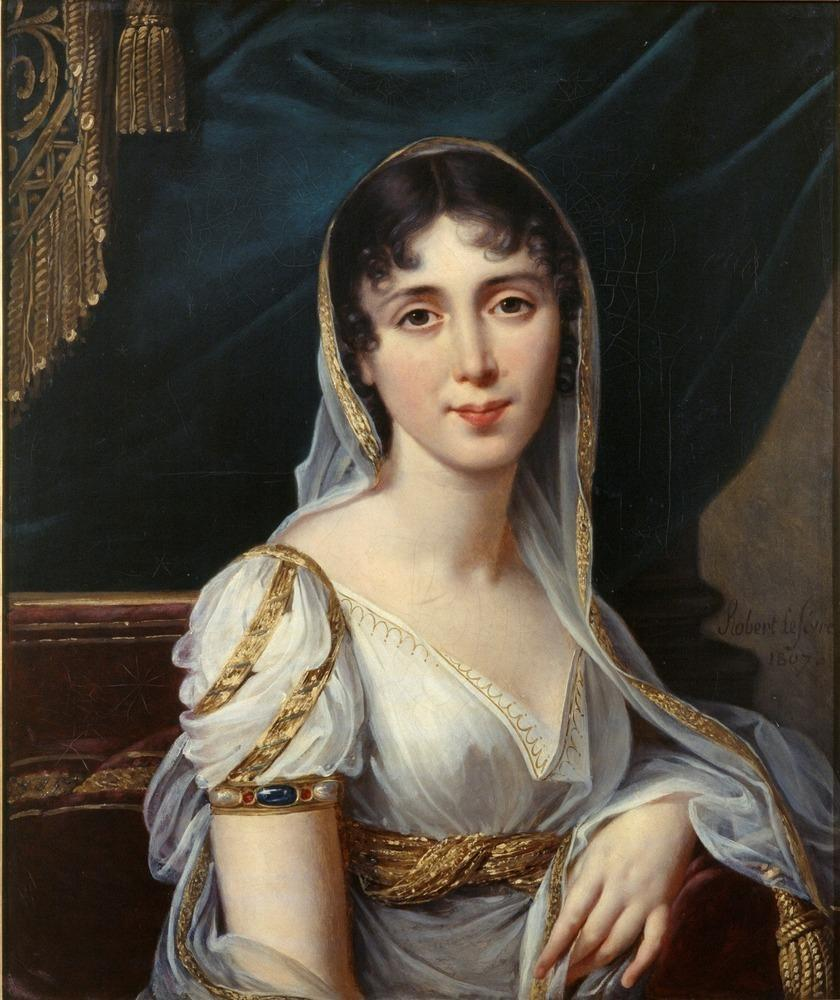
Désirée Clary in 1807

Bernhardine Eugénie Désirée Clary, koningin van Zweden en Noorwegen (Marseille, 9 november 1777 — Stockholm, 17 december 1860) was een tijd de verloofde van Napoleon Bonaparte. Ze werd de vrouw van generaal Jean-Baptist Bernadotte die als Karel XIV tot koning van Zweden en Noorwegen werd verkozen. In Zweden stond ze bekend onder de naam koningin Desideria.

## Jeugd en relaties
Ze werd geboren als jongste dochter in een gezin van negen kinderen. Ze was de dochter van de rijke zijdehandelaar François Clary (1725-1794) schepen van Marseille en zijn tweede echtgenote Françoise Rose Somis (1737-1815). Ze leerde na de dood van haar vader de gebroeders Napoleon en Jozef Bonaparte kennen. Aanvankelijk maakte Jozef haar het hof, maar op 21 april 1795 verloofde ze zich op 17-jarige leeftijd met Napoleon. Haar zuster Julie was inmiddels met Jozef getrouwd. Toen Napoleon echter Joséphine de Beauharnais leerde kennen, verbrak hij de verloving, wat haar veel verdriet deed.
Van 1795 tot 1797 leefde Désirée met haar moeder in de Italiaanse stad Genua. In 1797 ging ze wonen bij haar zuster Julie en haar man, Jozef, in Rome waar hij ambassadeur was. De relatie tussen Désirée en haar zus Julie was erg warm en ze waren erg gehecht aan elkaar. Er was een korte tijd sprake van een huwelijk tussen Désirée en de Franse generaal, Léonard Duphot. Maar Duphot werd tijdens een rel in Rome vermoord in december 1797. Haar toekomstige man, Jean-Baptiste Bernadotte, ontmoette ze tijdens haar terugkeer naar Frankrijk.

## Huwelijk
Désirée trad op 17 augustus 1798 te Sceaux in het huwelijk met generaal Jean-Baptist Bernadotte. Uit het huwelijk werd één kind geboren, een zoon:
- Jozef Frans Oscar (4 juli 1799 - 8 juli 1859), huwde in 1823 met prinses Josephine van Leuchtenberg. Oscar werd in 1844, na de dood van zijn vader, koning van Zweden en Noorwegen.

Désirée was niet geïnteresseerd in de politiek, maar haar goede connecties maakten van haar een marionet in de handen van haar man en keizer Napoleon I, die beiden gebruikmaakten van haar invloed. Op die manier konden ze invloed uitoefenen op de anderen en met elkaar communiceren met haar als boodschapper. In 1810 werd haar man tot kroonprins van Zweden gekozen. Désirée had gedacht dat het een vergelijkbare titel was als Prins en Prinses van Pontecorvo en dat ze in Parijs kon blijven wonen. Toen ze erachter kwam dat ze wel degelijk Parijs moest verlaten, was ze erg verdrietig.

## Koningin van Zweden en Noorwegen
Désirée bracht voor het eerst een bezoek aan Zweden in 1810, maar vanaf het begin vond ze het moeilijk om zich aan te passen aan de strenge hofetiquette. De toenmalige Zweedse koningin, Hedwig Elisabeth Charlotte van Holstein-Gottorp, echtgenote van koning Karel XIII, ontving haar met koele argwaan. De douairière-koningin, Sophia Magdalena, weduwe van wijlen koning Gustaaf III, was daarentegen wel aardig tegen Désirée. Het Zweedse klimaat was ook een schok voor Désirée. Ze kwam aan in Zweden tijdens de winter, en ze haatte de sneeuw zo erg dat ze er van moest huilen. Ze had nooit de wens geuit om koningin te worden en vond het erg moeilijk om zover van haar familie te moeten wonen. De koningin vond haar verwend en onwaardig en Désirées metgezellen, vooral Elise la Flotte, maakten haar impopulair. Elise la Flotte stimuleerde Désirée zelfs om te klagen over alles. In hetzelfde jaar verliet Désirée Zweden en keerde terug naar Parijs.

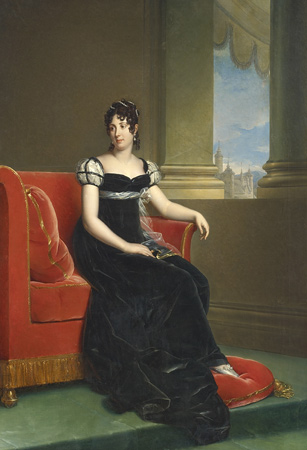
Koningin Desideria

Na de dood van koning Karel XIII op 5 februari 1818 werd de man van Désirée koning van Zweden en Noorwegen als koning Karel XIV Johan (Zweeds: Kung Karl XIV Johan). Op 11 mei 1818 vond de kroning van Karel Johan plaats in Zweden. En later dat jaar, op 7 september, vond de kroning voor het Noorse volk plaats. Désirée bleef in Parijs, zogezegd omwille van haar gezondheid. Haar man nam in Zweden een maîtresse, Mariana Koskull. Deze vrouw was eerder al de maîtresse van Karel XIII geweest. In Parijs hield Désirée op donderdagen en zondagen recepties als de koningin van Zweden, ook al werd ze liever aangesproken als gravin. Ze werd verliefd op de Fransman Armand-Emmanuel du Plessis, die van 1815 tot 1818 en in 1820 premier van Frankrijk was. Ze vergezelde Armand tijdens zijn reizen, tot zijn dood in 1822. In datzelfde jaar ontmoette ze haar zoon in Aken.
In 1823 keerde ze terug naar Zweden met haar schoondochter, prinses Joséphine van Leuchtenberg. Josephine was een kleindochter van de in 1814 overleden Franse keizerin Joséphine. Op 21 augustus 1829 werd Désirée tot koningin van Zweden gekroond op eigen verzoek. Ze wilde eigenlijk ook tot koningin van Noorwegen gekroond worden, maar de Noren werkten dit tegen, vanwege haar geloof. Ze was in feite niet religieus. Désirée was de eerste koningin van gewone komaf, sinds Karin Månsdotter, de vrouw van koning Erik XIV.
In de jaren 30 van de negentiende eeuw, deed Désirée haar best om een goede invulling te geven aan haar rol als koningin van Zweden. De tien jaar worden beschreven als een tijd van bals en partijen. Zoveel waren er niet meer geweest sinds de regeringsperiode van koning Gustaaf III. Koningin Désirée kon dit ook niet volhouden en wilde al snel weer terugkeren naar Parijs. Haar man echter keurde dit niet goed. Ze werd nooit echt populair aan het Zweedse hof, en ook leerde ze de Zweedse taal nooit goed spreken of schrijven. Ze behield haar Franse hofhouding. In de zomer resideerde ze te Slot Drottningholm, het paleis waar haar man een grote hekel aan had, of te Slot Rosersberg. Ze bezocht Noorwegen een paar keer, voor het eerst in 1825. Het hof was verbaasd over haar informele gedrag.

## Douairière-koningin van Zweden en Noorwegen
Haar man, koning Karel XIV Johan, stierf op 8 mei 1844. Haar enige zoon werd toen koning als Oscar I. In 1853 wilde ze graag terugkeren naar Parijs, maar angst om te varen zorgde ervoor dat dit niet doorging. Zo stierf Désirée te Stockholm op 17 december 1860 op 83-jarige leeftijd.

## Filmografie
- Le Destin fabuleux de Désirée Clary (1942) van Sacha Guitry
- Désirée (1954) van Henry Koster